# Controlador general de las Finanzas
El controlador general de las Finanzas (en francés: Contrôleur Général des Finances) era, en la Francia del Antiguo Régimen, el encargado de las finanzas del reino, después de la supresión del cargo de subintendente de las finanzas en 1661. Sería un antecesor de los actuales ministros de Economía. El más célebre hombre de entre los que desempeñaron el cargo fue Jean-Baptiste Colbert, controlador de Luis XIV de 1665 a 1683.